# The Elder Scrolls IV: Knights of the Nine
The Elder Scrolls IV: Knights of the Nine es una expansión oficial del videojuego The Elder Scrolls IV: Oblivion para las versiones de Xbox 360, PlayStation 3 y PC. Las nuevas misiones agregan unas 6-10 horas extras de juego, dependiendo del estilo de juego de cada jugador. La trama fue escrita por Michael Kirkbride, el escritor de Morrowind, Daggerfall y Arena. La versión en DVD incluye todos los demás contenidos descargables, excepto el castillo.

## Argumento
Para iniciar la trama principal, el jugador deberá haber completado anteriormente un conjunto de misiones relacionadas con las ermitas de los dioses Daedra. La capilla de Anvil ha sido atacada y debes investigar, ahí encuentras a un Profeta. Él te dice que debes ir a cada ermita de cada uno de los Nueve Dioses (Ver arriba) para que te den su favor. El Profeta te da un mapa de las ermitas, bastante complejo de entender. Al terminar esto, se te da una visión. Un antiguo Rey Elfo ha renacido de Oblivion para vengarse de los Dioses. La Diosa Daédrica Meridia le otorga a sus guerreros: los Auroranos. Umaril, es el Rey liberado. Tienes que ir a una mazmorra donde encuentras un libro y un anillo, pertenecientes a Sir Amiel. Vas al priorato de los nueve y encuentras a los Caballeros de los Nueve (a sus fantasmas), quienes te dirán la localización de la armadura sagrada si los vences. Así, te dicen su localización: Botas, Grebas, etc.
Al fin, se te dice que un antiguo conocido tuyo es asesinado por el fantasma de un Caballero, que aún tiene la espada, la pieza restante. Al conseguirla, regresas a la iglesia del priorato donde el Profeta predica. Al terminar, sigue la batalla final, donde todos los caballeros, liderados por ti van a la fortaleza de Umaril. Puedes ir a las Iglesias de los Dioses en cada ciudad para que un miembro más se te una, haciendo la misión más fácil.
No es la primera vez que peleas contra los Aurorans. Ellos son altos (Como un Dremora o un Alto Elfo), usan una armadura dorada y un mazo élfico con ataque de relámpago. Son muchos los que te atacan, puedes llevar a tus aliados de los gremios, pero éstos no entrarán en la última habitación. Se pierden muchas vidas, pero si haces las cosas rápido puedes salvar a la mayoría.
Al entrar a un cuarto, tienes que subir y romper un cristal, donde entras a otro plano. Donde sigues por un cuarto, matas a algunos Aurorans y al fin llegas con Umaril. Umaril te habla en élfico antiguo, por lo que no entenderás. Umaril usa una espada larga, es fácil de derrotar. Mátalo y llévate todo lo que puedas de la habitación: Dos Piedras Varla y unos cofres. Luego conjura la Bendición de Talos. Llévate la espada de Umaril que es bastante poderosa. Luego, aparecerás encima de la ciudad Imperial (donde tuviste la visión), en el aire. Mátalo como antes, llévate su espada (debes ser ágil), buscar en su cuerpo no sirve de nada, pues no lleva equipo. Comenzarás a caer y aparecerás en el Priorato, acércate a alguien y te dirá que te vieron muerto en la batalla final y que inclusive te enterraron (esto pasó al cruzar entre los planos).
Al hacer esta nueva misión de Caballeros de los Nueve, tu infamia bajará a 0 y tu fama subirá bastante. Serás conocido por todos los creyentes.